# Автопортрет обнажённым
«Автопортрет обнажённым» (нем. Das Selbstporträt als Akt, нем. Aktstudie или нем. Weimarer Blatt) или Штудия нагой фигуры (автопортрет) — рисунок Альбрехта Дюрера, выполненный между 1500 и 1512 годами. В настоящее время хранится в музее Веймарского замка.

## Описание
Этот рисунок является самым откровенным автопортретом художника. Дюрер нарисовал себя полностью обнажённым и избрал для этого формат поколенного портрета, со слегка подавшимся вперёд корпусом, возможно потому, что использовал при работе зеркало небольшого размера. Правая рука нарисована по локоть, левая отведена назад так, что видно только плечо. Поза Дюрера напоминает позу Христа, как было принято его изображать в сцене бичевания. Складка кожи над правым бедром напоминает о ране Христа, полученной им на распятии. Взгляд художника направлен непосредственно на зрителя. Контур тела чётко выделен на тёмном фоне.
Точная дата рисунка неизвестна и определить время его создания довольно трудно. Исследователи считают, что Дюрер рисовал между 1500 и 1512 годами, так как именно в это время относительно часто применял комбинированную технику. По мнению Фридриха Винклера (нем. Friedrich Winkler), Дюрер выглядит старше двадцати девяти лет и моложе сорока одного, что позволяет исследователю отнести произведение к середине этого периода.
В левом верхнем углу имеется подпись Дюрера, однако она выполнена не художником.
Об истории этого автопортрета ничего неизвестно, до конца жизни Дюрера этот рисунок хранился у него. Судя по штемпелю на автопортрете, он находился в Собрании Грюнлинга, прежде чем перешёл в веймарский музей. Так как Собрание Грюнлинга включало в себя произведения из коллекции Альбертины в Вене, предполагается, что рисунок также происходит оттуда.

## Комментарии
1. ↑  О проблемах датировки рисунка см. также: Hinz B. Selbstbildings als Akt // Klaus Aldrecht Schröder. Albrecht Dürer, Publikation zur Ausstellung 'Albrecht Dürer in der Albertina', Wien, 05.09-30.11.2003 / Maria Luise Sternath (Hg.). — Ostfildern-Ruit, 2003. — S. 230.